# Kazimierz Śramkiewicz
Kazimierz Śramkiewicz (ur. 20 stycznia 1914 w Poniecu, zm. 7 listopada 1998 w Gdańsku) – polski malarz, profesor PWSSP w Gdańsku, twórca szkoły sopockiej. 

## Życiorys
Urodził się w rodzinie Aleksandra i Weroniki z domu Pośpieszyńskiej. Studiował w latach 1932–1939 na Wydziale Architektury Politechniki Lwowskiej. Dyplom artysty malarza uzyskał na Wydziale Sztuk Pięknych Uniwersytetu Mikołaja Kopernika w Toruniu w 1947 roku. W latach 1938–1939 był asystentem w Katedrze Rysunku i Malarstwa Politechniki Lwowskiej, a w latach 1945–1951 asystentem, a następnie adiunktem w Katedrze Rysunku i Malarstwa Wydziału Architektury Politechniki Gdańskiej. Od 1950 roku był wykładowcą, od 1956 roku docentem, a od 1967 do 1986 roku profesorem Katedry Malarstwa i Rysunku Państwowej Wyższej Szkoły Sztuk Plastycznych w Gdańsku. Na uczelni pracował do 1984 roku.
Od 1939 roku prezentował swe prace na 65 wystawach indywidualnych i brał udział w ponad 250 wystawach zbiorowych w Polsce i wielu krajach Europy, Ameryki, Afryki i Azji. Otrzymał liczne nagrody i wyróżnienia za wybitne osiągnięcia w twórczości malarskiej. Prace Kazimierza Śramkiewicza znajdują się w zbiorach wielu muzeów i instytucji kulturalnych oraz kolekcjach prywatnych w kraju i za granicą. 
Mąż Jadwigi z domu Dąbrowskiej (1923–2019), ojciec Andrzeja, profesora ASP w Gdańsku. 
Zmarł w Gdańsku, spoczywa z żoną na cmentarzu Oliwskim (kwatera 7-A-17). 

## Ordery i odznaczenia
- Krzyż Oficerski Orderu Odrodzenia Polski (1985)
- Krzyż Kawalerski Orderu Odrodzenia Polski (1971)
- Złoty Krzyż Zasługi (1956)
- Medal 10-lecia Polski Ludowej (1955)
- Srebrny Medal za Zasługi dla Obronności Kraju (1980)
- Brązowy Medal za Zasługi dla Obronności Kraju (1973)
- Medal Komisji Edukacji Narodowej (1988)
- Medal Księcia Mściwoja II za cały dorobek pracy artystycznej (1998)[4]

Źródło:.

## Nagrody
- Doroczna Nagroda Ministra Kultury i Sztuki w dziedzinie plastyki (1963)[6]
- Nagroda Miasta Gdańska w Dziedzinie Kultury „Splendor Gedanensis” (1974)[7]
- Nagroda Miasta Gdańska w Dziedzinie Kultury „Splendor Gedanensis” (1986)[7]

## Upamiętnienie
21 maja 2021 odbyła się uroczystość odsłonięcia tablicy, na kamienicy przy ulicy Podhalańskiej 16 w Oliwie, upamiętniającej Kazimierza Śramkiewicza, Annę Fiszer i Władysława Lama. W uroczystości wzięła udział Prezydent Gdańska Aleksandra Dulkiewicz.